# Rivarossa
Rivarossa (Rivarossa in piemontese, pronuncia IPA [riva'rusa]) è un comune italiano di 1 538 abitanti della città metropolitana di Torino in Piemonte situato nel Canavese.

## Storia
Il primo insediamento antropico è da individuarsi sul poggio chiamato Borgallo fra VIII-IX secolo. Nell'XI secolo presso Borgallo forse lo stesso Arduino fonda il priorato cluniacense di Santa Maria Maddalena. Il convento attira molti coloni a dà il via ad un intenso processo insediativo.
Oltre il demanio ecclesiastico, la corte viene infeudata dall'imperatore a due signorie molto note nel canavese: i San Martino di Front e i Valperga. Proprio queste due famiglie si scontrarono spesso, nella storia antica del canavese ed è del nel 1339 il tentativo militare dei Valperga di detronizzare i rivali che, comunque, si conclude con un insuccesso.
Nel 1313 Rivarossa viene presa da Filippo d'Acaia: i Valperga, anche in questo caso, sconvolgono la vita di Rivarossa in quanto, alleati con i monferrini, era loro interesse rovesciare pure questo ramo legato ai Savoia e saccheggiano varie volte il paese.
Nel XIV secolo Rivarossa, come tutto il canavese, è agitata dalla rivolta dei Tuchini, alla quale pone un termine l'intervento di Amedeo VII di Savoia, consapevole che la rivolta pauperista era agitata anche dal marchese del Monferrato in ottica antisabauda. Lo stesso marchese, infatti, aveva inviato nel Canavese a soffiare sul fuoco il feroce condottiero Facino Cane. Una volta che il conte rosso ebbe pacificato il canavese poté incamerare direttamente i possedimenti del principe d'Acaia, incluso Rivarossa, alla morte di Ludovico, nel 1418.
Ma il tempo delle sofferenze per Rivarossa non era finito: dopo le rivolte dei nobili del canavese e le jacqueries fino ad ora patite, le invasioni del francesi e degli spagnoli che nel Cinquecento qui si susseguirono, nel tentativo di sottomettere i Savoia, comportarono il definitivo crollo del castello e delle mura cittadine. Da una cronaca coeva sappiamo che dopo un'incursione del 1539 quasi tutti i rivarossesi erano morti.
Dopo, pian piano, il borgo si ripopolò, pur soffrendo le carestie del Seicento e gli sconvolgimenti legati alla guerra di successione spagnola che investì tutto il Piemonte nel Settecento.

### Simboli
Lo stemma e il gonfalone sono stati concessi con DPR del 30 gennaio 1956.
Il gonfalone è un drappo di azzurro.

## Monumenti e luoghi d'interesse
- Castello di Rivarossa

## Società

### Evoluzione demografica
Negli ultimi cinquant'anni, a partire dal 1961, la popolazione residente è raddoppiata.
Abitanti censiti

## Amministrazione
Di seguito è presentata una tabella relativa alle amministrazioni che si sono succedute in questo comune.
| Periodo        | Periodo        | Primo cittadino  | Partito                        | Carica  | Note  |
| -------------- | -------------- | ---------------- | ------------------------------ | ------- | ----- |
| 31 maggio 1985 | 25 maggio 1990 | Martino Faletto  | Democrazia Cristiana           | Sindaco | [ 7 ] |
| 25 maggio 1990 | 24 aprile 1995 | Marco Ferrero    | Democrazia Cristiana           | Sindaco | [ 7 ] |
| 24 aprile 1995 | 14 giugno 1999 | Marco Ferrero    | -                              | Sindaco | [ 7 ] |
| 14 giugno 1999 | 14 giugno 2004 | Marco Ferrero    | lista civica                   | Sindaco | [ 7 ] |
| 14 giugno 2004 | 8 giugno 2009  | Gianluca Vallero | lista civica                   | Sindaco | [ 7 ] |
| 8 giugno 2009  | 26 maggio 2014 | Gianluca Vallero | lista civica                   | Sindaco | [ 7 ] |
| 26 maggio 2014 | 10 giugno 2018 | Enrico Vallino   | lista civica Rivarossa viva    | Sindaco | [ 7 ] |
| 10 giugno 2018 | in carica      | Enrico Vallino   | lista civica Rivarossa Casamia | Sindaco | [ 7 ] |